# Cryptocoryne nurii
Cryptocoryne nurii là một loài thực vật có hoa trong họ Ráy (Araceae). Loài này được Furtado mô tả khoa học đầu tiên năm 1935.